# Sefrou
Sefrou is een stad in Marokko en de hoofdplaats van de provincie Sefrou. De stad ligt aan de voet van het noordelijke deel van het Midden-Atlasgebergte. In 2014 telde de stad zo’n 80.000 inwoners. 
De stad is gelegen op een hoogte van bijna 1000 meter boven de zeespiegel. De jaarlijkse neerslag is 750 millimeter. Dit is ongeveer net zoveel als de gemiddelde neerslag in Nederland. In de wintermaanden sneeuwt het veel in deze regio. Er bevinden zich daarom meerdere meertjes en stuwmeren in dit gebied. Er wordt gebouwd aan een nieuwe stuwdam, de Mdezdam. Dit is een onderdeel van het project Maroc vert (groen) van koning Mohammed VI en de Marokkaanse overheid.
De stad ligt ongeveer 25 km van Fez vandaan en wordt bevolkt door voornamelijk Berbers uit de directe omgeving en een aantal Arabische en Andalusische families. Tot de jaren 70 was er ook een grote en oude Joodse gemeenschap in Sefrou. Jaarlijks wordt in de stad een folkloristisch festival gehouden, genaamd het kersenfestival. UNESCO erkende dit in 2012 als immaterieel cultureel erfgoed. Direct buiten de stad bevindt zich een circa vijftien meter hoge waterval in het riviertje dat door de stad loopt, 'el Cascades'. De rivier heet de Oued Aggaï. Oued Aggaï mondt als zijrivier uit in de rivier Sebou. In het gebied rondom de stad staan en groeien aardbeien, frambozen, olijfbomen, kersenbomen, granaatappelbomen, amandelbloesems, appelbomen, perenbomen en pruimenbomen. De Fransen noemden de stad tijdens het protectoraat daarom ook le jardin du Maroc. Sefrou is een van de oudste steden van Marokko.